# Trichostomopsis umbrosa
Trichostomopsis umbrosa là một loài rêu thuộc họ Pottiaceae. Loài này được (Müll. Hal.) H. Rob. mô tả khoa học đầu tiên năm 1970.